# Campeonato Mundial de Piragüismo en Aguas Tranquilas de 2027
El LII Campeonato Mundial de Piragüismo en Aguas Tranquilas se celebrará en Szeged (Hungría) en el año 2027 bajo la organización de la Federación Internacional de Piragüismo (ICF) y la Federación Húngara de Piragüismo.
Las competiciones se realizarán en el canal de piragüismo Maty-ér, ubicado al sudoeste de la ciudad húngara.